# Beaumont Hills
Beaumont Hills är en del av en befolkad plats i Australien. Den ligger i kommunen The Hills Shire och delstaten New South Wales, i den sydöstra delen av landet, omkring 31 kilometer nordväst om delstatshuvudstaden Sydney. Antalet invånare är 5 817.
Runt Beaumont Hills är det mycket tätbefolkat, med 1 135 invånare per kvadratkilometer.. Närmaste större samhälle är Quakers Hill, nära Beaumont Hills. 
Runt Beaumont Hills är det i huvudsak tätbebyggt. Genomsnittlig årsnederbörd är 1 267 millimeter. Den regnigaste månaden är februari, med i genomsnitt 216 mm nederbörd, och den torraste är juli, med 25 mm nederbörd.